# ABBA The Museum
ABBA The Museum – muzeum poświęcone szwedzkiemu zespołowi muzyki pop ABBA, otwarte dla publiczności 7 maja 2013. Znajduje się na wyspie Djurgården i będzie częścią muzeum muzyki pop Swedish Music Hall of Fame. W muzeum znajduje się wszystko, co dotyczy zespołu: jego historia, muzyka i stroje członków. Zwiedzający mają możliwość odbycia wirtualnej podróży przez te wszystkie miejsca, w których zespół występował, poczynając od Konkursu Piosenki Eurowizji w Brighton w 1974, gdzie zdobył I miejsce aż do kuchni Agnethy Fältskog i Björna Ulvaeusa i legendarnego Polarstudio. Zwiedzający mają też możliwość wirtualnego występu wraz z członkami zespołu w zaawansowanym show holograficznym. 
Pomysł uhonorowania członków zespołu zrodził się kilka lat wcześniej, ale jego realizację opóźniły problemy finansowe. Multimedialny ośrodek miał powstać już w 2009. Po znalezieniu odpowiedniej lokalizacji w centrum Sztokholmu rozpoczęto jego budowę. W 2011, z powodu braku środków, obiekt został przejęty na inne cele i powstanie muzeum ABBY stanęło pod znakiem zapytania. Ostatecznie jednak projekt udało się zrealizować.

## Galeria

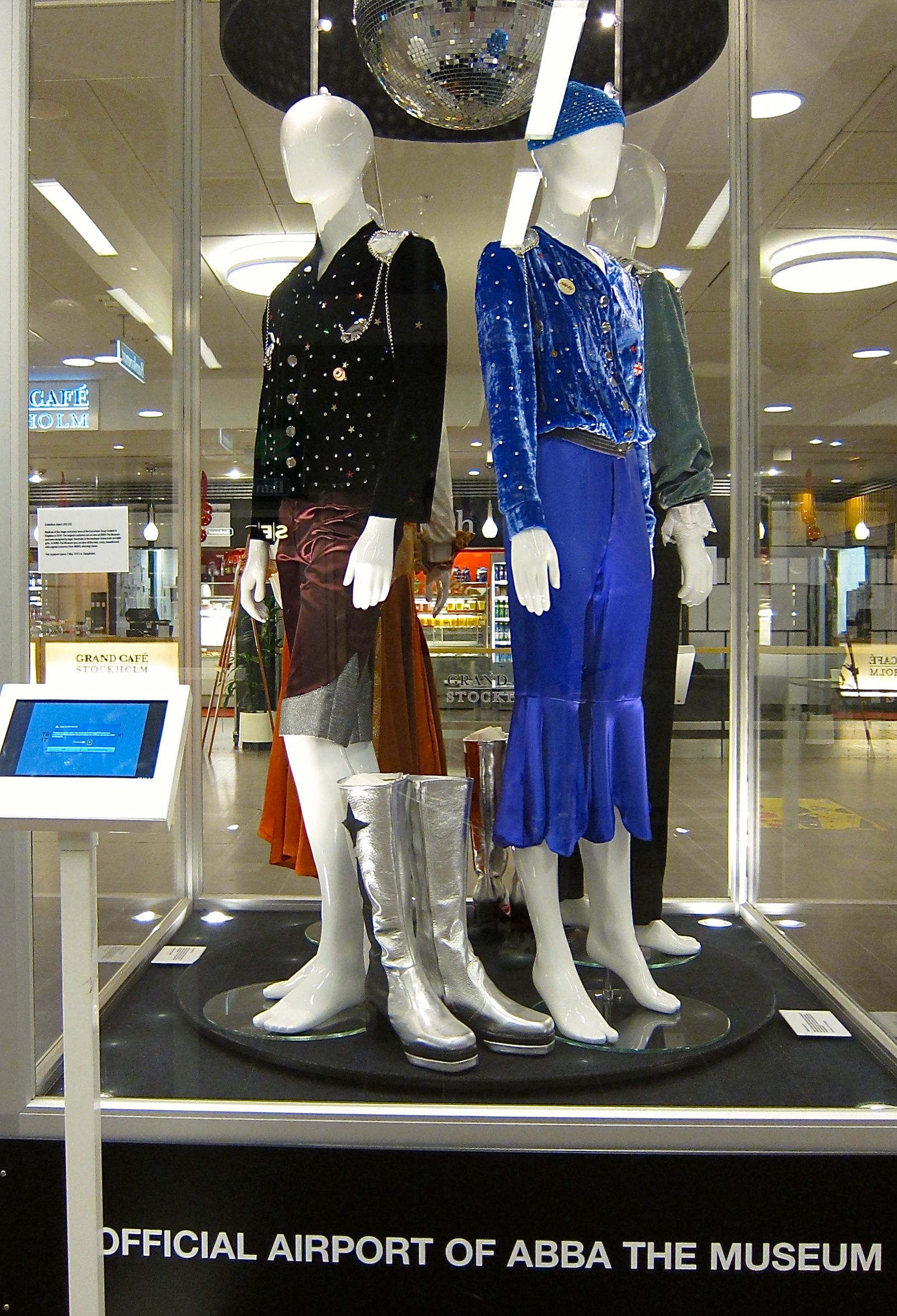